# Självbestämmandeteorin
Självbestämmandeteorin, SBT, (eng. Self-determination theory, SDT) är en psykologisk makroteori inom motivationspsykologin som berör människors utvecklingsstadier och medfödda psykologiska behov. Den handlar om de motiv som styr människors val, utan yttre påverkan och störningar. SBT fokuserar på i vilken grad en individs beteende är självmotiverat och självbestämt.
Under 1970-talet utvecklades forskningen om SBT ur studier som jämförde inre och yttre motiv och ur en gradvis ökad förståelse för den dominerande rollen som den inneboende motivationen spelade för en individs beteende, men det var inte förrän i mitten av 1980-talet som SBT formellt introducerades och accepterades som en rimlig empirisk teori. Den forskning som tillämpar SBT på olika områden inom socialpsykologin har ökat avsevärt sedan 2000-talet.
De nyckelstudier som ledde fram till SBT byggde bland annat på forskning kring inre motiv. Med begreppet "inre motiv" avses då någon gör något för dess egen skull för att personen uppfattar det som intressant och tillfredsställande i sig, till skillnad från "yttre motiv" som följaktligen handlar om vad en person gör för att uppnå ett faktiskt, yttre mål. Olika typer av motiv har beskrivits efter den utsträckning i vilka de har blivit internaliserade, det vill säga då man aktivt tagit till sig andras  tankar, värderingar och reaktionssätt och accepterat dessa som sina egna.

## Människans tre behov
Psykologerna Edward L. Deci och Richard Ryan utvecklade senare den tidiga forskning som utförts kring skillnaderna mellan inre och yttre motiv och lade fram tre huvudsakliga behov som styrs av inre motiv. Enligt Deci och Ryan motiverar de tre behoven jaget att inleda de göranden och låtanden som är viktiga för en persons psykologiska hälsa och välbefinnande:
1. kompetens (att behärska sitt liv),
2. självbestämmande (någon form av kontroll över sitt liv) och
3. tillhörighet (någon form av social meningsfullhet, känsla av tillhörighet i en grupp).